# HD177150
HD177150 — хімічно пекулярна зоря спектрального класу A7, що має видиму зоряну величину в смузі V приблизно  8,7.
Вона  розташована на відстані близько 367,3 світлових років від Сонця.